# Programma Grundtvig
Il programma Grundtvig è rivolto a persone, istituzioni e organizzazioni che operano nel campo dell'istruzione degli adulti all'interno dell'Unione europea.
È un programma settoriale che fa parte, insieme al progetto Comenius, al progetto Erasmus e al programma Leonardo da Vinci, del Programma di apprendimento permanente (PAP).
Il nome è un omaggio a Nicolai Frederik Severin Grundtvig (1783 – 1872), letterato e pedagogista danese.

## Obiettivi
Il programma Grundtvig  vuole, da un lato, incentivare la mobilità in ambito europeo di  soggetti coinvolti nell'educazione degli adulti (soprattutto i docenti) e la cooperazione fra istituzioni e organizzazioni che si muovono nello stesso campo, dall'altro, si propone di offrire nuovi approcci pedagogici, pratiche e contenuti innovativi che permettano il miglioramento delle conoscenze e delle competenze degli adulti, oltre all'apprendimento lungo tutto l'arco della vita.

## A chi si rivolge
È rivolto 
- ai discenti inseriti nell'ambito dell'educazione degli adulti
- alle istituzioni/organizzazioni e ai loro docenti e formatori (formali o volontari) che offrono opportunità di apprendimento per gli adulti o che formano il personale che sarà impegnato successivamente nell'educazione degli adulti
- ai centri e istituti di ricerca, alle imprese, alle organizzazioni senza scopo di lucro, agli organismi di volontariato e alle ONG che si occupano in qualche modo dell'educazione degli adulti.

## Attività previste
Le attività previste nell'ambito del programma Grundtvig sono relative alle seguenti categorie:
- mobilità dei docenti
- partenariati di apprendimento
- progetti per volontari senior
- progetti multilaterali
- reti
- misure di accompagnamento

Le prime tre tipologie di attività sono gestite dalle agenzie nazionali PAP di ogni Paese europeo, mentre le ultime tre le gestisce direttamente la Commissione europea con il supporto della Agenzia esecutiva per l'istruzione, gli audiovisivi e la cultura (EACEA).

## Mobilità
La mobilità Grundtvig include diverse tipologie di attività. C'è la formazione in servizio, rivolta al personale docente, formale o informale, impegnato nell'educazione degli adulti, che può trascorrere un breve periodo in un Paese europeo come momento di formazione. I neo o futuri insegnanti possono, invece, fare esperienze di assistentato all'estero, oppure c'è la possibilità per le istituzioni o organizzazioni di ospitare un assistente Grundtvig, cioè un docente che proviene da un altro Paese europeo che s'inserisce nel contesto lavorativo dell'istituzione o organizzazione ospitante. Sono previsti, inoltre, visite, scambi e workshop attinenti al tema dell'educazione degli adulti.

## Partenariati di apprendimento
I partenariati riguardano attività di cooperazione fra almeno tre istituzioni di tre Paesi diversi che partecipano al Programma di apprendimento permanente e che sono impegnate nell'ambito dell'educazione degli adulti. Possono riguardare la gestione dell' istruzione degli adulti e/o i metodi di insegnamento, permettendo, in questo caso, ai formatori, ma anche al personale amministrativo che lavora in questo ambito, di arricchire le proprie competenze, sviluppando nuovi metodi e nuovi approcci organizzativi e didattici. Ci sono, però, anche i partenariati Grundtvig dedicati alla partecipazione dei discenti i quali vengono coinvolti attivamente nel progetto che mira a promuoverne la mobilità in ambito europeo.

## Progetti per volontari senior
Questi progetti coinvolgono due organizzazioni di due diversi Paesi europei che organizzano scambi fra i loro volontari senior, i quali hanno così la possibilità di dimostrare e valorizzare le proprie capacità, ma anche di fare nuove esperienze in ambito europeo.

## Progetti multilaterali
Sono progetti su larga scala, a cui partecipano istituzioni o organizzazioni di almeno tre Paesi europei, che hanno principalmente lo scopo di promuovere e affermare la dimensione europea nel campo dell'educazione degli adulti, sia in relazione ai contenuti e alle opportunità educative sia in relazione al sistema adottato e alla sua gestione.

## Reti
Rientrano in questa categoria attività che concorrono alla creazione di una rete di almeno dieci organizzazioni e istituti europei su un particolare tema attinente all'educazione degli adulti. Attraverso incontri e relazioni annuali sull'attività e attraverso  la creazione di un sito web si vuole favorire il dibattito, la ricerca e lo scambio di informazioni su tematiche importanti, allo scopo di consolidare la cooperazione già avviata nell'ambito degli altri progetti Grundtvig.

## Misure di accompagnamento
Sono attività secondarie rispetto alle altre previste dal programma Grundtvig, ma fondamentali per raggiungere gli obiettivi prefissati; mirano, infatti, soprattutto ad aumentare l'attenzione sul programma stesso e sull'importanza della cooperazione a livello europeo nell'istruzione durante tutto l'arco della vita. Rientrano fra queste attività convegni, seminari, campagne di promozione pubblicazioni.